# Karl Begas

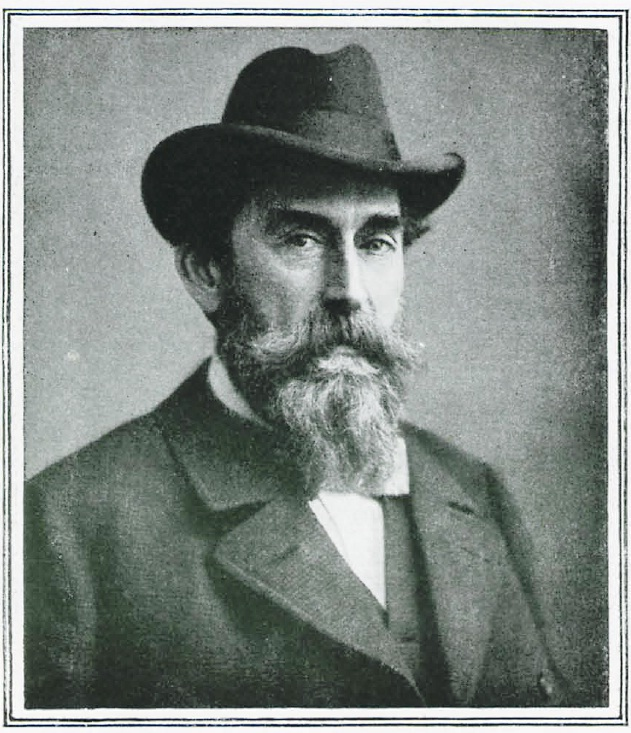
Karl Begas

Karl Begas (* 23. November 1845 in Berlin; † 21. oder 23. Februar 1916 in Köthen (Anhalt)) war ein deutscher Bildhauer und (kurzzeitig) Hochschullehrer. Er signierte meist mit Carl Begas, zur Unterscheidung von seinem gleichnamigen Vater wird er auch häufig Carl Begas der Jüngere bzw. Karl Begas der Jüngere genannt.

## Leben

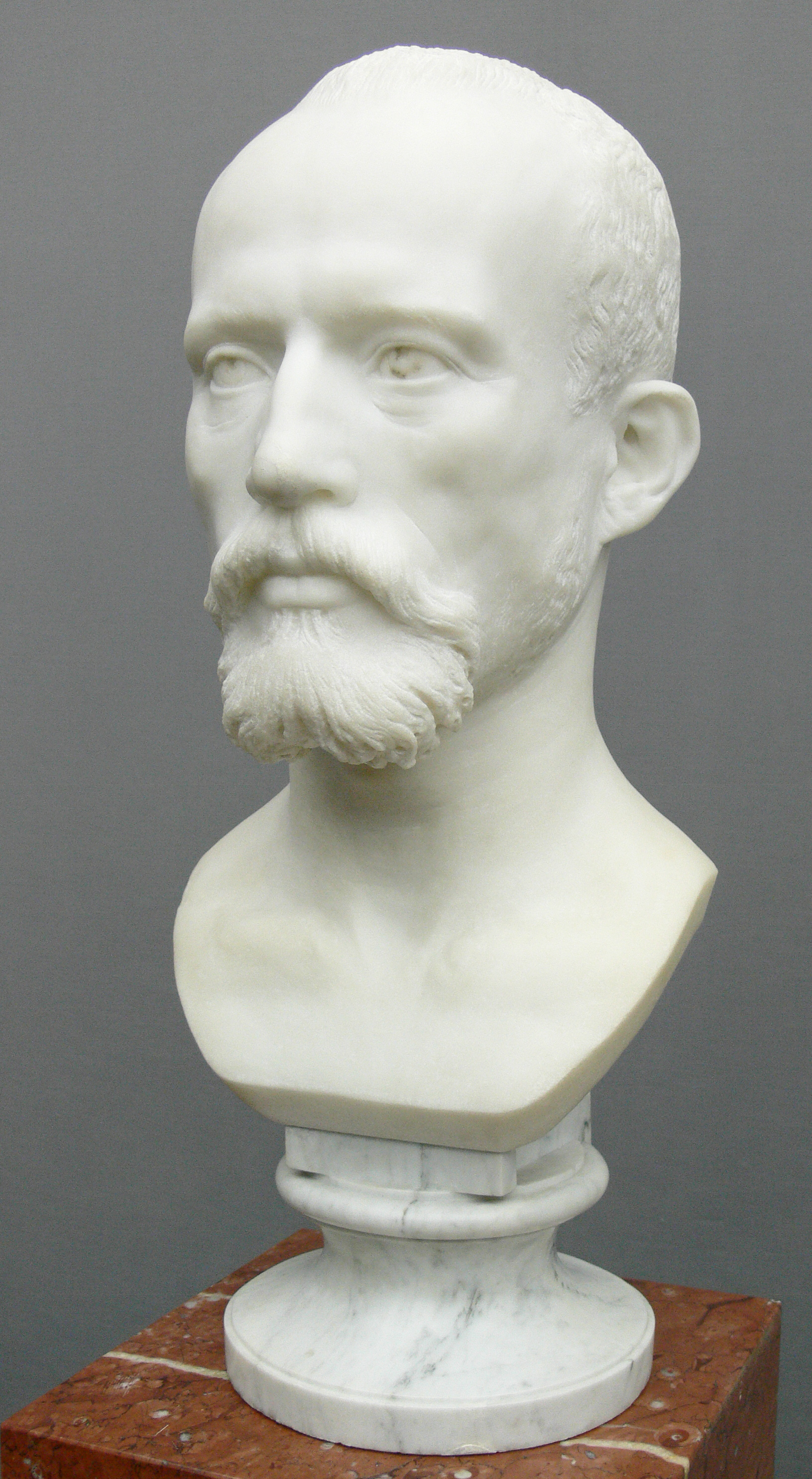
Büste Hans von Marées, 1878

Karl Begas war der Sohn des Malers Carl Joseph Begas und der jüngste Bruder von Oskar, Reinhold und Adalbert Begas. Im Atelier seines Bruders Reinhold, dessen naturalistischer Auffassung er sich anschloss, lernte er die Bildhauerei.
Er hielt sich 1869 und 1873 in Rom auf, wo er verschiedene Porträtbüsten fertigte. 
1889 wurde er als Professor an die Kasseler Kunstakademie berufen. Bald nach Berlin zurückgekehrt, führte er weiterhin größere öffentliche Arbeiten aus. 1898 wurde das von ihm entworfene Wimmel-Denkmal in Kassel eingeweiht.
Der Maler Ottmar Begas ist sein Sohn.

## Werke
Begas stellte 1876 eine Gruppe Faun mit Kind scherzend aus, der 1878 die Gruppe Geschwister folgte. 1880 führte er eine Marmorbüste von Kaiser Wilhelm I. für die Kasseler Gemäldegalerie, 1882 zwei Kalksteinfiguren für die Universität Kiel und zwei Sphingen für das Regierungsgebäude in Kassel aus.

### Kaiserin-Auguste-Viktoria-Standbild
1904–1906 schuf Karl Begas das in Marmor ausgeführte Standbild der deutschen Kaiserin Auguste Viktoria. Es fand zunächst im kaiserlichen Rosengarten am Neuen Palais in Potsdam seine Aufstellung. Nach dem Ende der Monarchie gelangte es in den Antikentempel vor dem Neuen Palais. Hier wurde 1921 auch der aus Haus Doorn bei Utrecht nach Potsdam überführte Leichnam der Kaiserin beigesetzt. Nach 2000 gelangte das Standbild in das Haus der Brandenburgisch-Preußischen Geschichte im Neuen Kutschstall in Potsdam. 
Die 1909 geschaffene zweite Ausführung des Standbilds der Kaiserin wurde zuerst im Rosengarten des Berliner Tiergartens aufgestellt. Hier im Zweiten Weltkrieg beschädigt, wurde das Denkmal in den 1950er Jahren zusammen mit den Figuren der berühmten Siegesallee im Park von Schloss Bellevue vergraben. 1979 ausgegraben und zunächst im Berliner Lapidarium am Landwehrkanal abgestellt, kam das Marmorbildwerk restauriert, aber mit nach wie vor falsch aufgesetztem Kopf in das Foyer des Hauses 1 des Auguste-Viktoria-Krankenhauses in Berlin-Schöneberg, Rubensstraße 125. Hier erinnert es an die kaiserliche Stifterin des Krankenhauses (heute Vivantes-Klinikum AVK). 1990 war das Standbild der Kaiserin von Karl Begas zusammen mit anderen Werken seiner Hand in der von Peter Bloch, Sibylle Einholz und Jutta von Simson kuratierten Ausstellung „Ethos und Pathos, Die Berliner Bildhauerschule 1786–1914“ im Hamburger Bahnhof in Berlin ausgestellt. Im Katalog der Ausstellung sind dieses Werk und andere Arbeiten von Karl Begas ausführlich beschrieben und abgebildet.

### Standbilder der Siegesallee

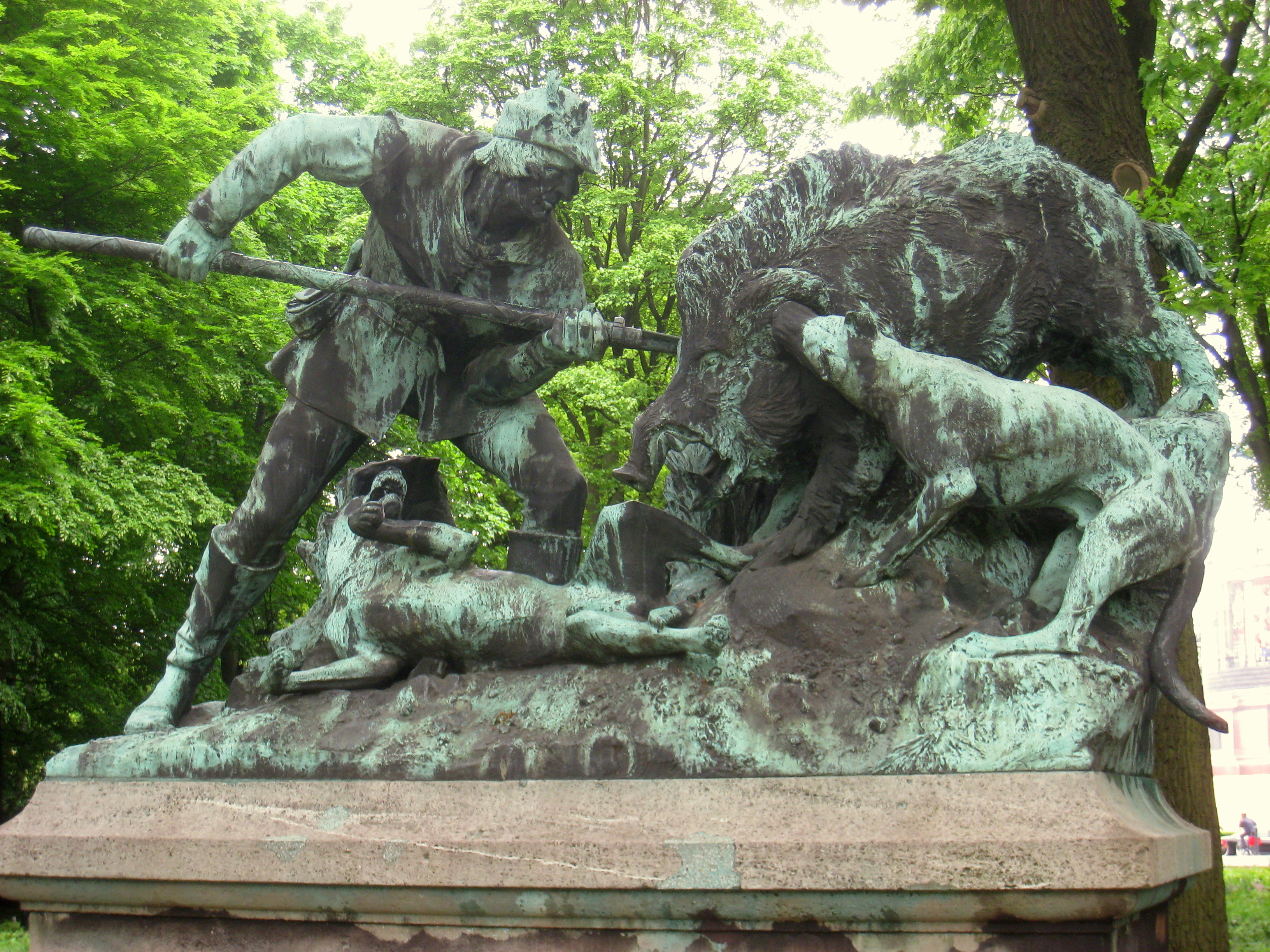
Eberjagd der Renaissancezeit (um 1500), Fasanerieallee, Berlin

Für die Berliner Siegesallee gestaltete Karl Begas die Denkmalgruppe 7 mit dem Standbild des askanischen Markgrafen Otto IV. („mit dem Pfeile“) und den Büsten von Johann von Kröcher, genannt Droiseke, sowie von Johann von Buch. Die Gruppe wurde am 22. März 1899 enthüllt. Der Kopf des Standbilds Ottos IV. befindet sich in Berliner Privatbesitz. Gleichfalls für die Siegesallee fertigte er die Denkmalgruppe 31 mit dem zentralen Standbild Friedrich Wilhelms IV. an. Die Nebenbüsten zeigen den Naturforscher Alexander von Humboldt und den Bildhauer Christian Daniel Rauch. Die Enthüllung dieser Gruppe fand am 26. Oktober 1900 statt.